# Marquesado de Miralrío
El Marquesado de Miralrío es un título nobiliario español creado por el rey Felipe IV el 4 de noviembre de 1653 a favor de Antonio de Mendoza y Luna con la facultad de establecer baronía y crear vasallaje, en consideración de su nobleza y de sus señalados servicios de guerra. Antonio de Mendoza, nacido en la ciudad de Lima en el Perú, fue Teniente General de las Galeras del Reino de Sicilia y  General de Infantería del Tercio de Nápoles, Caballero de la Orden de Santiago (1645). Era hijo de Juan de Mendoza y Luna y Manrique, III marqués de Montesclaros y Luisa González de Mendoza y Olivares. El título en Italia por mutación se llega a denominar "di San Giorgio" o "di Miraelrio San Giorgio".
Este título fue rehabilitado en 1952 por José Raimundo de Basabe y Manso de Zúñiga, que se convirtió en el undécimo marqués de Miralrío.

## Marqueses de Miralrío
|                        | Titular                                   | Periodo                |
| Creación por Felipe IV | Creación por Felipe IV                    | Creación por Felipe IV |
| ---------------------- | ----------------------------------------- | ---------------------- |
| I                      | Antonio de Mendoza y Luna                 | 1653-1666              |
| II                     | Antonina Ventimiglia y Spadafora          | 1666-1673              |
| III                    | Francisco Grifeo y Ventimigilia           | 1673-1712              |
| IV                     | Juan Bautista Grifeo y Papè               | 1715-1724              |
| V                      | Ignacio Grifeo y Papè                     | 1727-1762              |
| VI                     | Francisco Pablo Grifeo y Sarzana          | 1763-1771              |
| VII                    | Juan Notarbartolo y Sarzana               | 1772-1789              |
| VIII                   | Gaspar Notarbartolo y Oneto               | 1789-1823              |
| IX                     | Juan Notarbartolo y Lo Faso               | 1823-1859              |
| X                      | Gaspar Notarbartolo y Santostefano        | 1859-1905              |
| XI                     | José Raimundo de Basabe y Manso de Zúñiga | 1952-2011              |
| XII                    | Carla Morenés y Basabe                    | 2012-actual titular    |

## Historia de los marqueses de Miralrío
- Antonio de Mendoza y Luna (f. en 1666), I marqués de Miralrío.

1. Casó con Antonia Ventimiglia, II marquesa de Miralrío, que sucede al fallecimiento de su marido. Antonia era hija de Francesco III de Ventimigilia y María Spadafora y Aragón.

- Antonia Ventimiglia y Spadafora, II marqués de Miralrío, baronesa de Montefranco

1. Casó con Antonio de Mendoza y Luna, I marqués de Miralrío. Sin descendencia.
2. Casó con Ignacio Grifeo y Grimaldi, hijo de los príncipes de Gangi.

Le sucede su hijo:
- Francisco Grifeo y Ventimiglia, III marqués de Miralrío, casó con N. Papè La Farina, hija de los duques de Pratoameno.

Le sucede su hijo:
- Juan Bautista Grifeo e Papè (f. en 1724), IV marqués de Miralrío, gobernador del Monte de Piedad de Palermo. Sin hijos.

Le sucede su hermano:
- Ignacio Grifeo y Papè, V marqués de Miralrío, Capitán de Infantería y senador de Palermo en 1725. Casó con Giovana Sarzana Tagliavia, hija de los barones de la Ramala.

Le sucede su hijo:
- Francisco Pablo Grifeo y Sarzana, VI marqués de Miralrío. Casó con María Joaquina Reggio y Reggio, hija de Andrea Reggio y Statella, Príncipe della Catena y de Antonina Reggio (Campofiorito). Sin hijos.

Le sucede su sobrino:
- Juan Notarbartolo y Sarzana (1725-1789), VII marqués de Miralrío.  Primero de los Notarbartolo investido en Italia el 6 de julio de 1772, fue administrador general de tabaco en el Reino de Sicilia. Casó con Dorotea Oneto Platamonte, hija de los marqueses de San Nicolo Laureato

Le sucede su hijo:
- Gaspar Notarbartolo y Oneto(1761-1823), VIII marqués de Miralrío. Casó con Beatriz Lo Faso y Pietrasanta, hija de los duques de Sierradifalco.

Le sucede su hijo:
- Juan Notarbartolo y Lo Faso (1792-1859), IX marqués de Miralrío. Casó con Antonia Santostefano

Le sucede su hijo:
- Gaspar Notarbartolo y Santostefano (1836-1905), X marqués de Miralrío. Último marqués de Miralrío en Italia. En 1952 fue rehabilitado.

- José Raimundo de Basabe y Manso de Zúñiga (n. en 1917, f. en 2011), XI marqués de Miralrío (1952), marqués de San Dano, GC del Mérito Civil. Caballero de la Orden de Santiago y de la S.O.M. de Malta.

1. Casó con María Luisa Suárez de Tangil y Guzmán, hija de los marqueses de Covarrubias de Leyva y condes de Vallellano, Grandeza de España.

Fue su hija:
- María Fernanda Basabe y Suárez de Tangil. Casó con Carlos Morenés y Mariátegui, marqués de Borghetto.

Es su hija primogénita:
- Carla Morenés y Basabe (n. en 1977), XII marquesa de Miralrío. Casó con Gabriel Yermo y Fuentes-Pila. Con sucesión

## Señorío de Miralrío
El señorío de Miralrío, referente a la villa de Miralrío en la provincia de Guadalajara fue creado en tiempos de Pedro I a favor de Iñigo López de Orozco, de quien lo heredó su hija Mencía López; sin embargo, es más cierto que este señorío perteneció desde sus orígenes y hasta 1579 al obispado de Sigüenza. En aquel año, Felipe II hizo merced de él a Juan Maldonado de Mendoza, pasando a sus sucesores: Gabriel de Mendoza y Maldonado y Juan Manuel de Mendoza, este último casó con doña Marina de Ollauri y Coronel. Después recayó en Diego de Mendoza Maldonado, de él en su hermana Paula de Mendoza, y de ella en su hijo Alfonso de Medrano y Mendoza, y de éste en su hijo Francisco de Medrano y Mendoza Treceño.
El título de marqués de Miralrío se concedió con esta denominación a favor de don Antonio de Mendoza y Luna como título de nobleza español y rememora posiblemente la localidad de Miralrío en Guadalajara,Es bien conocida y probada la vinculación de las diferentes ramas de la Casa de Mendoza con esta localidad y territorio.